# كلية الصيدلة (جامعة أسيوط)
كلية صيدلة جامعة أسيوط هي كلية صيدلة مصرية مقرها مدينة أسيوط. أنشئت سنة 1961، لتكون ثالث كلية صيدلة مصرية من حيث ترتيب الإنشاء بعد كليات صيدلة كلية الصيدلة بجامعة القاهرة (أنشئت سنة 1827) وكلية صيدلة الإسكندرية (بدأت الدراسة بها سنة 1965) تمنح الكلية درجات البكالوريوس والدبلوم والماجستير والدكتوراه في التخصصات الصيدلانية المختلفة، كما تستضيف صيادلة من عدة دول عربية وإفريقية للحصول على منح تدريبة.

## نشأة الكلية
أسست الكلية عام 1960م ثم بدأت الدراسة بها في العام الجامعى 61/1962م وكانت كأقسام تابعة لكلية الطب (الكيمياء الصيدلية – العقاقير - الصيدلانيات) ثم أصبحت كلية مستقلة عام 1967م.
وهى تعتبر الثالثة علي المستوي القومي بعد كلية الصيدلة جامعة القاهرة وكلية الصيدلة جامعة الإسكندرية، والخامسة من حيث الإنشاء علي مستوي كليات جامعة أسيوط. خرجت الكلية أول دفعة من طلابها في العام الجامعى 65/1966م وكان عدد الخريجين 29 خريج.خرجت الكلية 11634 خريج في الفترة من عام 1965م حتي الآن. بدأت الدراسة في برنامج الصيدلة الإكلينيكية منذ عام 2006/2007م وبلغ عدد الطلاب الملتحقين بالبرنامج 205 طالباً وطالبة. وينتشر خريجي الكلية المؤهلين علي مستوي المحافظات في جمهورية مصر العربية وفي جميع البلدان العربية والأجنبية وعدد كبير منهم يشغل مناصب قيادية مهنية وأكاديمية في الجامعات المصرية وعلي مستوي العالم.

## مبنى الكلية
تكون الكلية من ثلاث مباني رئيسية بالإضافة إلي مبني به مجمع للمدرجات جميعها مصممة علي أعلي مستوي وتحوي العديد من الإمكانيات الحديثة للطلاب والبحث العلمي. تضم الكلية مركزان للحاسب الآلي مزودان بأحدث أجهزة الكمبيرتر ونقاط للأنترنت، أحدهما خاص بالطلاب والثاني خاص بأعضاء هيئة التدريس ومعاونيهم. ومركز الحاسب الآلي الطلابي به معملان معتمدان من مكتب اليونسكو بالقاهرة أحدهما للتدريب وآخر لمنح شهادة الرخصة الدولية لقيادة الكمبيوتر (ICDL). الكلية بها معامل بحثية مجهزة مثل المعمل المركزي ومعمل للخدمات الصيدلية وبهما العديد من الأجهزة العلمية الحديثة. الكلية بها متحف للنباتات الطبية، جهاز الرنين النووي المغناطيسي (NMR) ، وكذلك مرزعة للنباتات الطبية، أيضا يوجد بها كافتيريا، وصالة حديثة لممارسة الرياضة، وبها مركز لتوزيع الكتاب الجامعي

## أقسام الكلية
تتكون كلية الصيدلة بجامعة أسيوط من الأقسام الآتية:
- الكيمياء الصيدلية
- العقاقير
- الصيدلانيات
- كيمياء عضوية
- الكيمياء التحليلية الصيدلية
- الصيدلة الصناعية
- الصيدلة الاكلنيكية

## الاعتماد والجودة
حصلت الكلية علي مشروع إنشاء نظام داخلي للجودة (QAAP) عام 2004م، ثم مشروع التطوير المستمر والتأهيل للاعتماد (CIQAP) بتاريخ 5/3/2008م وتم الانتهاء منه وتسليمه في 13/10/2010م. حصلت الكلية علي شهادة الأيزو 1811/2009 في العملية التعليمية كأول كلية علي مستوي جامعات الصعيد في 18/11/2009م. حصلت الكلية علي شهادة الاعتماد الأكاديمي من الهيئة القومية لضمان جودة التعليم والاعتماد وذلك بموافقة مجلس إدارة الهيئة في جلسته رقم (102) بتاريخ 27/9/2011م. حصلت الكلية علي شهادة الأيزو 9001 \ 2008 في العملية التعليمية كأول كلية على مستوى جامعات الصعيد وتم تجديدها للمرة الثالثة. وترحب الكلية بالطلاب الوافدين من الدول العربية أو الأجنبية للحصول علي شهادة البكالوريوس في العلوم الصيدلية - شهادة البكالوريوس في العلوم الصيدلية (صيدلة إكلينيكية)- وكذلك مرحلة الدراسات العليا (دبلوم – ماجستير – دكتوراه) في التخصصات المختلفة.

## الدرجات العلمية التي تمنحها الكلية
- درجة البكالوريوس في العلوم الصيدلية: ومدة الدراسة لنيلها خمس سنوات
- درجة الماجستير في تخصصات العلوم الصيدلية
- درجة الدكتوراه في تخصصات علوم الصيدلة
- دبلوم الدراسات العليا

## المصدر
- جامعة أسيوط: دليل الطالب بمرحلتي الليسانس والبكالوريوس

## وصلات خارجية
- موقع كلية الصيدلة بجامعة أسيوط